# Naturschutz in Spanien
Der Naturschutz in Spanien wurde im europäischen Vergleich früh gesellschaftlich institutionalisiert. Bereits 1916 wurde ein Nationalparkgesetz in Spanien erlassen und 1918 die ersten beiden Nationalparks eingerichtet. Aufgrund politisch instabiler Verhältnisse in der Zweiten Republik und der Vernachlässigung des Naturschutzes während der Franco-Diktatur entstanden danach sehr wenige Schutzgebiete. So gab es Anfang der 1970er-Jahre nur zwei Dutzend geschützte Gebiete. In den 1980er-Jahren ging die Zuständigkeit für die Einrichtung und Verwaltung von Naturschutzgebieten weitgehend auf die Autonomen Gemeinschaften und die Provinzen über. Dies führte einerseits zu einer fast explosionsartigen Zunahme der geschützten Flächen. Andererseits erschwert das Entstehen zahlreicher regionaler Schutzgebietstypen bis heute den Überblick und die überregionale Zusammenarbeit.

## Geschichte

### Nationalparkgesetz

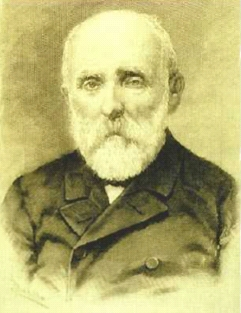
Juan Vilanova y Piera

Der Geologe und Forschungsreisende Juan Vilanova y Piera stellte am 6. Mai 1874 in einem Vortrag vor der Sociedad Española de Historia Natural den zwei Jahre zuvor eingerichteten Yellowstone-Nationalpark, den weltweit ersten Nationalpark, vor. Von diesem Zeitpunkt an wurde in Spanien immer wieder die Einrichtung vergleichbarer Schutzgebiete diskutiert. Am Zustandekommen eines Nationalpark-Gesetzes und an der Einrichtung der ersten Nationalparks war der konservative Senator Pedro José Pidal y Bernaldo de Quirós maßgeblich beteiligt. Als Beginn des Naturschutzes in Spanien gilt das Ley de Oración de Parques Nacionales vom 7. Dezember 1916. Es bestand aus nur drei Artikeln, der Status eines Nationalparks war darin für „außergewöhnlich malerische, bewaldete oder ländliche Orte und Landschaften“ vorgesehen. Nationalparks sollten vom Ministerio de Fomento (zuständig für Infrastruktur und Verkehr) im Einvernehmen mit den jeweiligen Grundbesitzern eingerichtet werden, was sich in der Praxis als problematisch herausstellte. Ein königliches Dekret vom 24. Februar 1917 gestaltete das Gesetz aus: ein Zentralrat für Nationalparks (Junta Central de Parques Nacionales) wurde eingesetzt. Gleichzeitig führte es einen weiteren Schutzgebietstyp ein, die Sitios Nacionales, vorgesehen für Gebiete mit besonderen natürlichen Voraussetzungen, aber auch für Orte mit besonderer historischer, legendärer oder religiöser Bedeutung sowie für bemerkenswerte Bäume. In dem Dekret wurden die Forstbehörden angewiesen, innerhalb von zwei Monaten als Nationalpark geeignete Flächen vorzuschlagen. Sie reichten schließlich 76 Vorschläge ein.

### Ausweisung der ersten Schutzgebiete

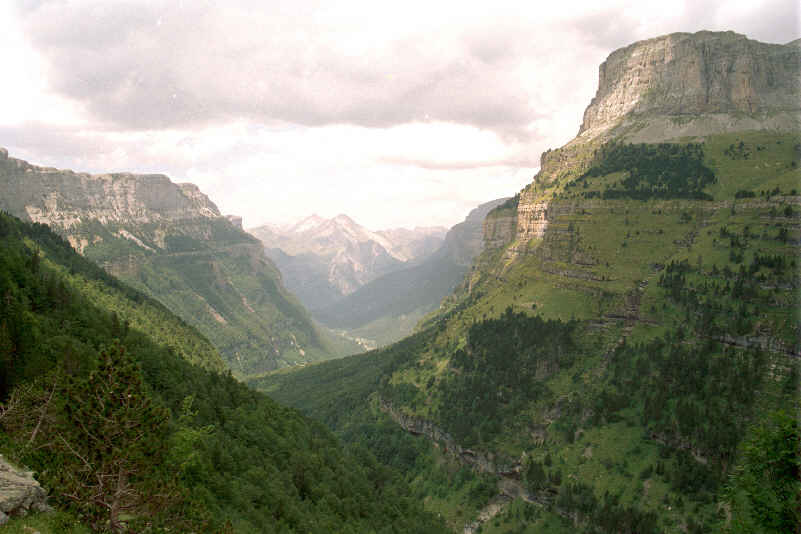
Mittelteil des Valle de Ordesa

Als erste Nationalparks Spaniens wurden 1918 Montaña de Covadonga (heute Nationalpark Picos de Europa) und Valle de Ordesa (heute Nationalpark Ordesa y Monte Perdido) eingerichtet. Danach kam es für acht Jahre zu einem Stillstand bei der Ausweisung von Schutzgebieten, abgesehen vom 1920 eingerichteten Sitio Nacional de San Juan de la Peña. Gründe waren die ungelöste Grundbesitzfrage, das Fehlen von Finanzmitteln, mangelnde Mitarbeit lokaler Behörden sowie die zögerliche Erschließung der Parks für Besucher.
Im Zentralrat für Nationalparks war auch Eduardo Hernández-Pacheco vertreten, Geologe und Inhaber des Lehrstuhls für Naturwissenschaften an der Universidad Central. Er konnte schließlich durchsetzen, dass man auch die Einrichtung kleinerer Schutzgebiete mit geringerem Schutzstatus vorsah, die für die spanischen Verhältnisse besser geeignet waren.
Im Juli 1927 regelte ein königlicher Erlass die Typen der Schutzgebiete neu. Ein Sitio Natural de Interés Nacional ersetzte das bisherige Sitio Nacional, ein Monumento Natural de Interés Nacional war neu vorgesehen, die Nationalparks wurden beibehalten.
Ein weiteres königliches Dekret vom 20. Juli 1929 zentralisierte die Naturschutzverwaltung und nahm dem Zentralrat für Nationalparks einen Teil seiner Zuständigkeiten, Abgeordnete und Senatoren waren nun nicht mehr in diesem Rat vertreten. Hernández-Pacheco erhielt das neugeschaffene Amt des Delegado-Inspector de Sitios y Monumentos Naturales de Interés Nacional.
In der Folgezeit wurden vor allem Sitios Naturales eingerichtet, so Monte Dehesa del Moncayo (1927), Ciudad Encantada (1929), Torcal de Antequera (1929) und Picacho de la Virgen de la Sierra (1929). Auf den persönlichen Einfluss Hernández-Pachecos wird die Einrichtung von vier Schutzgebieten 1930 in der Sierra de Guadarrama bei Madrid zurückgeführt. Es handelte sich um die Sitios Naturales Pedriza de Manzanares, Pinar de la Acebada, Gipfel, Kar und Seen am Peñalara, und das Monumento Natural de Interés Nacional Peña del Arcipreste de Hita. In der Provinz Murcia kamen 1931 die Sitios Naturales Sierra Espuña als größtes Schutzgebiet seiner Art und Monte del Valle hinzu.

### Zweite Republik
In der Zeit der Zweiten Republik wurde der Stellenwert des Naturschutzes in programmatischer Hinsicht aufgewertet. Artikel 45 der republikanischen Verfassung vom Dezember 1931 erklärte den Schutz der Natur vor der Schädigung oder Zerstörung durch den Menschen zur Staatsaufgabe. Eine Nationalparkbehörde (Comisaría de Parques Nacionales), die der Dirección General de Montes unterstellt war, übernahm einen Teil der Aufgaben des Nationalparkrats. Neue Nationalparks sollten zukünftig per Gesetz eingerichtet werden, während für Sitios Naturales ein ministerieller Erlass genügte. Erstmals gab es die Möglichkeit einer zwangsweisen Enteignung von Grundbesitz. Für die Nationalparks sollten Nutzungspläne erarbeitet werden, für Besucher wurden Führungen eingerichtet, die Jagd in den Schutzgebieten wurde endgültig verboten. Die bis dahin oft nur als „Ehrentitel“ angesehenen Sitio Natural und Monumento Natural wurden klar definiert: Ein Sitio Natural entsprach, abgesehen von seiner geringeren Ausdehnung, einem Nationalpark und musste ähnliche Kriterien erfüllen. Ein Monumento Nacional war dagegen ein (landschaftliches) Element oder eine Besonderheit von außergewöhnlicher Schönheit oder Seltenheit.

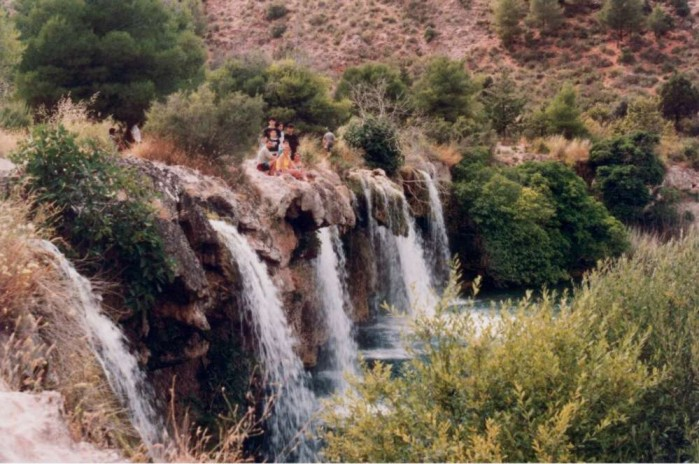
Wasserfälle im heutigen Naturpark Lagunas de Ruidera

Die Anwendung dieser neuen Regelungen wurde durch die politische Instabilität der Zweiten Republik erschwert. Zudem hatten sich die beiden wichtigsten Persönlichkeiten im Spanischen Naturschutz, Pidal und Hernández-Pacheco, mittlerweile zerstritten. Das erklärt, warum während der Zeit der Republik nur fünf neue Schutzgebiete ausgewiesen wurden, sämtliche als Sitio Natural: 1933 Cumbre del Curotiña, Cabo Villano, Cabo de Vares, Lagunas de Ruidera sowie 1935 Monte Alhoya. Während des folgenden Spanischen Bürgerkriegs kam die Entwicklung ganz zum Erliegen.

### Weitgehender Stillstand: 1940 bis 1970

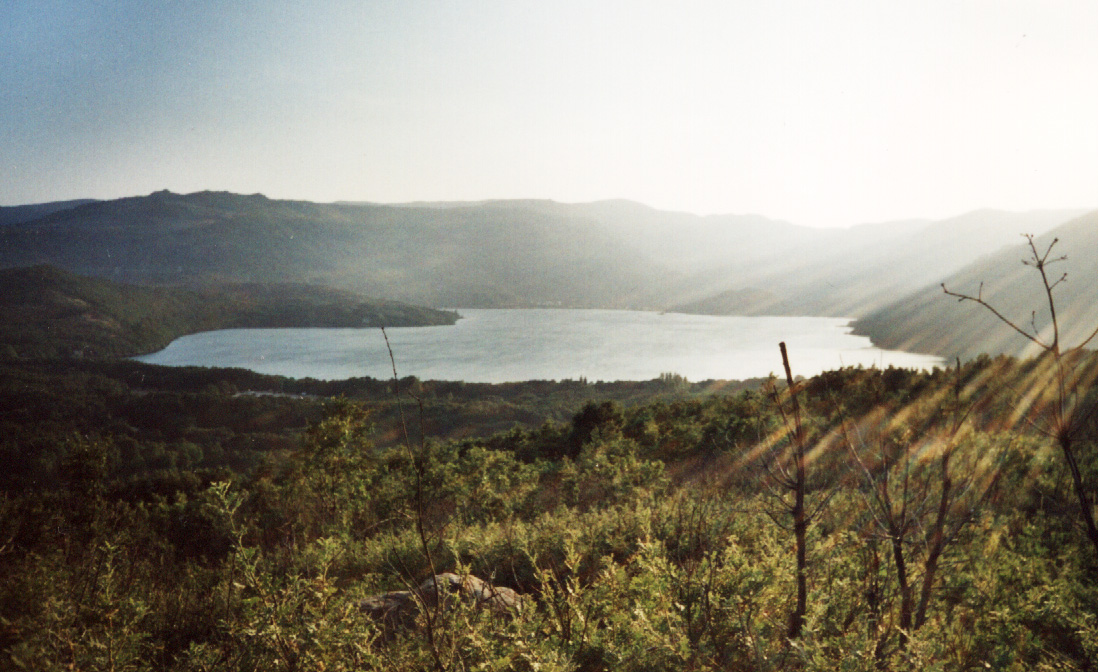
Lago de Sanabria

Die Jahre unter der Diktatur Francisco Francos werden teilweise als die „dunkle Periode“ für den Naturschutz in Spanien bezeichnet. Durch ein Gesetz vom 4. Juni 1940 wurde die Nationalparkbehörde aufgelöst, ihre Aufgaben übernahm ein „Oberster Rat für Fischerei, Jagd und Nationalparks“ (Consejo Superior de Pesca, Caza y Parques Nacionales), der eher beratende Aufgaben hatte. Dieser Rat wurde 1944 und 1953 umorganisiert, die Bedeutung des Naturschutzes im Rat sank dabei stetig. Dennoch wurden in dieser Zeit mehrere Nationalparks ausgewiesen: Teide und Caldera de Taburiente (1954) sowie Aigües Tortes y Lago de San Mauricio (1955). Dazu kam lediglich ein Sitio Natural, das 1946 eingerichtete Schutzgebiet Lago de Sanabria.
Ein Ley de Montes vom 8. Juni 1957 ersetzte das Nationalparkgesetz von 1916. Die Nationalparks wurden dort in den Artikeln 78 und 79 behandelt, wobei Artikel 78 im Wortlaut dem alten Nationalparkgesetz entsprach. Die Ausführungsbestimmungen zum Ley de Montes folgten als Verordnung (Reglamento) am 22. Februar 1962. Neue Nationalparks sollten nicht mehr per Gesetz, sondern auf Vorschlag des Landwirtschaftsministeriums per Dekret eingerichtet werden können, die Möglichkeit einer Enteignung von Grundbesitz wurde beibehalten. Für die Verwaltung der Naturschutzgebiete war die Forstverwaltung zuständig.

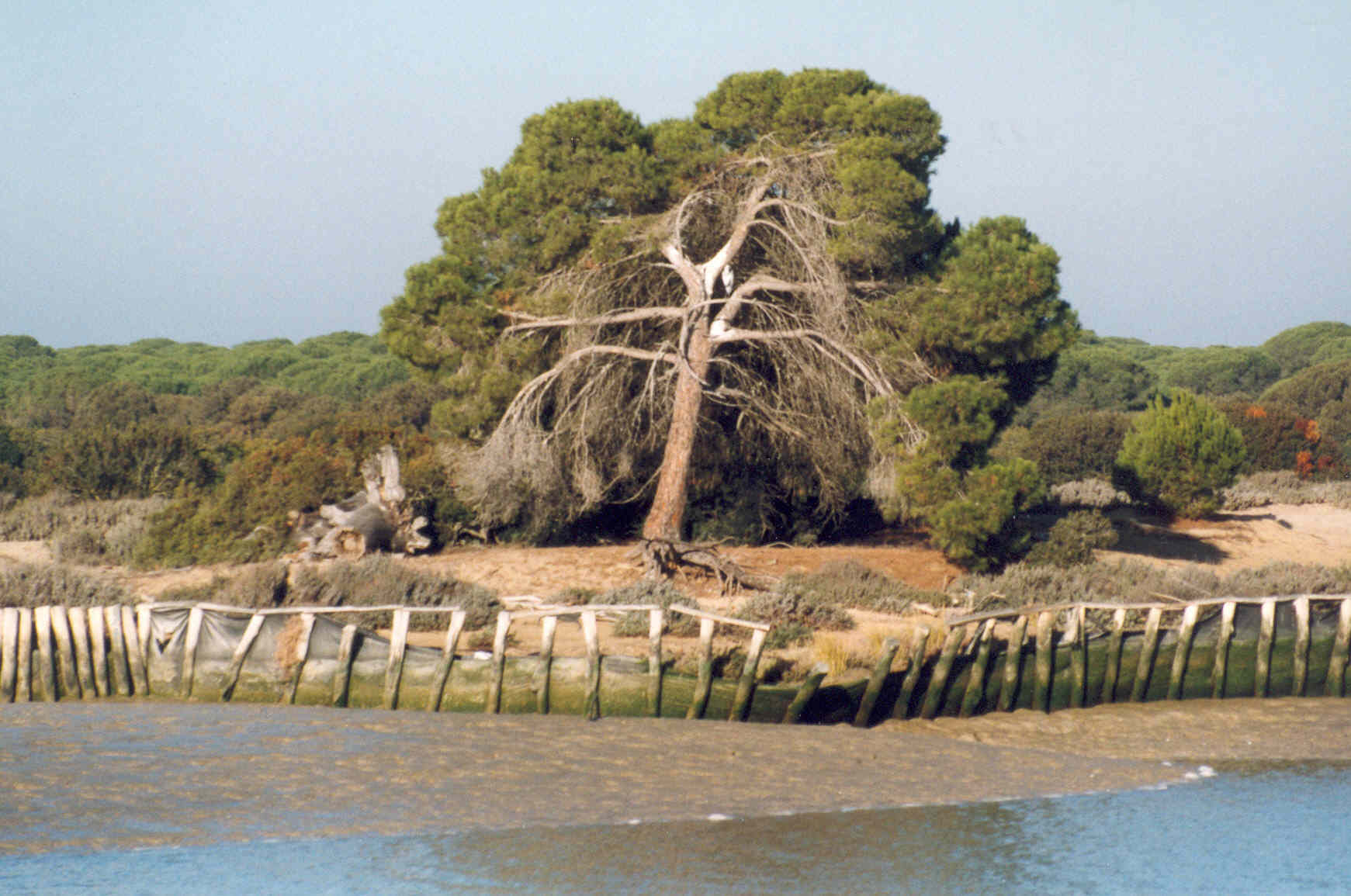
Nationalpark Doñana

In den folgenden Jahren wurde lediglich 1969 der Nationalpark Doñana neu ausgewiesen, allerdings nicht ohne internationalen Druck und internationale Finanzhilfe. Mit zunächst 39.225 Hektar war der Nationalpark Doñana damals das größte Schutzgebiet Spaniens.
1970 gab es in Spanien sechs Nationalparks, 16 Sitios Naturales und ein Monumento Nacional de Interés Nacional. Zusammen waren sie 103.007 Hektar groß und entsprachen damit 0,2 % der Fläche Spaniens. Zur damaligen Zeit waren in Frankreich etwa 4 %, in England 9 % und in der Bundesrepublik Deutschland sogar 14 % des Staatsgebiets in irgendeiner Form geschützt.

### Einrichtung des ICONA
In 1960er-Jahren erlebte Spanien einen wirtschaftlichen Aufschwung, immer mehr Menschen zogen in die Städte. Von den Spaniern wurden Umwelt- und Naturschutz zunehmend für wichtig erachtet. Die wenigen Naturschutzgebiete verzeichneten hohe Besucherzahlen, wozu auch die zunehmende Motorisierung beitrug.

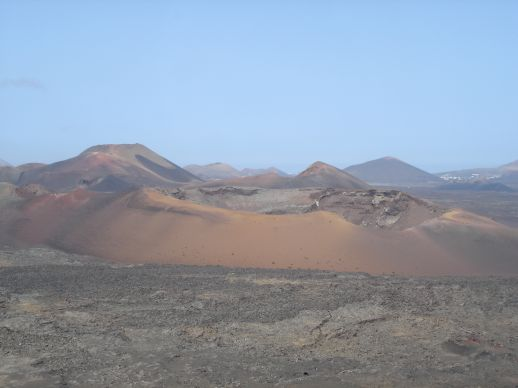
Nationalpark Timanfaya

Vor diesem Hintergrund wirkte die Einrichtung des Nationalen Instituts für Naturschutz ICONA (Instituto Nacional para la Conservación de la Naturaleza) durch ein Dekret-Gesetz vom 28. Oktober 1971 als Neubelebung des spanischen Naturschutzes. Das ICONA unterstand dem Landwirtschaftsministerium und übernahm unter anderem die Aufgaben der bisherigen Dirección General de Montes, Caza y Pesca Fluvial. Dazu zählten neben der Verwaltung der staatlichen Wälder, der Waldbrandbekämpfung und der Überwachung der Reinheit der Binnengewässer auch der Landschafts- und Naturschutz und die Verwaltung der Schutzgebiete. Die Bestimmungen des Reglamento de Montes (von 1962) hinsichtlich des Naturschutzes wurden mit Dekret vom 23. Dezember 1972 geändert. Damit wurde ein neuer Schutzgebiets-Typ Reserva eingeführt. Die Sitios Naturales de Interés Nacional und Monumentos Naturales de Interés Nacional wurden konkreter definiert und dadurch aufgewertet, dass sie fortan durch Dekret und nicht mehr über eine ministerielle Anordnung eingerichtet werden konnten. Die Rechtshoheit über die Naturschutzgebiete und ihre Verwaltung wurden dem ICONA übertragen, die für jedes Schutzgebiet einen Conservador bestellte. Diese Regelungen hatten nur vorläufigen Charakter, ein neues Naturschutzgesetz wurde bereits vorbereitet.
Bald darauf entstanden die Nationalparks Tablas de Daimiel (1973) und Timanfaya (1974), mit den Sitios Naturales Hayedo de Riofrío de Riaza, Hayedo de Montejo de la Sierra und Hayedo de Tejera Negra wurden 1974 die südlichsten Buchenwälder Europas unter Schutz gestellt.

### Misión 565
Unter dem Schlagwort Misión 565 startete das ICONA 1973 eine Initiative, um die Belange des Naturschutzes der neu eingerichteten „Regierungskommission für Umweltfragen“ (Comisión Delegada del Gobierno para el Medio Ambiente) nahezubringen. Erklärtes Ziel war es, ein Prozent der Staatsfläche, also etwa 5000 km², innerhalb von sechs Jahren unter Naturschutz zu stellen, wofür das ICONA einen Finanzbedarf von fünf Milliarden Peseten ansetzte. Das Finanzministerium bewilligte die Gelder nicht, das Projekt konnte daher nicht umgesetzt werden. Einige seiner gesetzlichen und verwaltungstechnischen Voraussetzungen wurden weiter betrieben: das neue Naturschutzgesetz und das „Inventar der schutzwürdigen Flächen“.

### Naturschutzgesetz von 1975
Der Entwurf eines modernen Naturschutzgesetzes wurde erstmals im Mai 1973 dem Direktionsgremium des ICONA vorgestellt, am 2. Mai 1975 wurde es als „Ley de Espacios Naturales Protegidos“ verabschiedet. Praktische Anwendung fand es erst nach Erlass der Ausführungsbestimmungen im März 1977. Das Gesetz sah unter anderem eine Neuklassifikation der bestehenden Schutzgebiete in folgende Schutzgebietstypen vor:
Reserva Integral de Interes Científico

Dabei handelte es sich um kleine Flächen, die wegen ihrer herausragenden Bedeutung für die Wissenschaft komplett geschützt waren. Sie mussten durch ein Gesetz eingerichtet werden und dienten dazu, Gestein, Flora oder Fauna zu erhalten. Nutzungen waren möglich, sie mussten sich aber dem Erreichen der zugrundeliegenden wissenschaftlichen Ziele unterordnen.
Parque Nacional

Die Einrichtung von Nationalparks waren für relativ ausgedehnte Schutzgebiete vorgesehen. Sie sollten primäre Ökosysteme aufweisen, die vom Menschen nur geringfügig beeinflusst wurden. Ihre geomorphologischen Besonderheiten sollten für Kultur, Lehre oder Erholung besonderen Wert besitzen.
Paraje Natural de Interés Nacional

Zur „Naturlandschaft von nationalem Interesse“ konnten kleinere Gebiete, Orte oder einzelne Naturelemente erklärt werden, die hinsichtlich ihrer Geologie, Flora, Fauna oder der Landschaft eine singuläre Bedeutung aufwiesen. Eine wirtschaftliche Nutzung und der Besucherverkehr waren zulässig, soweit sie mit den Zielen des Naturschutzes verträglich waren. Eingerichtet wurden sie durch ein Gesetz.
Parque Natural

Naturparks haben das Ziel, dem Menschen den Kontakt zur Natur zu ermöglichen und ihren Schutz mit einer geregelten Nutzung von Ressourcen zu vereinbaren. Sie werden per Dekret eingerichtet, Vorbild war der französische Parc Naturel Régional.

#### Kritik und Auswirkungen
Das neue Naturschutzgesetz wurde in der Fachwelt teilweise als konfus, in seinen Begriffsbestimmungen wenig systematisch und immer noch zu stark Privatinteressen verpflichtet kritisiert. Zudem entsprach es nicht den damals aktuellen Empfehlungen der IUCN. Es sah noch keine Regelungen für die Koordination von Naturschutzaufgaben zwischen dem Staat und den Regionen vor.
Positiv bewertet wurde hingegen die obligatorische Neuklassifizierung bestehender Schutzgebiete, die häufig mit einer Vergrößerung einherging. Sitios Naturales wurden, sofern sie groß genug waren und die übrigen Voraussetzungen erfüllten, in Naturparks umgewandelt. Bei den übrigen Sitios Naturales wurde die Umwandlung in Parajes Naturales eingeleitet, sie konnte aber bis 1980 nicht abgeschlossen werden. Zwischen 1977 und 1980 verdoppelte sich die geschützte Fläche nahezu. Fast alle Nationalparks wurden erheblich vergrößert, von zusammengenommen etwa 90.000 Hektar auf 160.000 Hektar. Neu eingerichtet wurden der Nationalpark Garajonay (1978) und die Naturparks Monfragüe (1979) und Islas Cíes (1980). Zudem waren 1980 24 weitere Naturschutzgebiete in der Planungs- oder Genehmigungsphase.
Von 1975 bis 1980 ließ das ICONA eine Zusammenstellung der für die Zwecke des Naturschutzes besonders interessanten Flächen (Inventario Abierto de Espacios Naturales de Protección Especial) erstellen. Das Inventario hatte 633 Einträge, die erfasste Fläche betrug 3.666.845 Hektar oder 7,3 Prozent des Staatsgebiets. Die Einträge enthielten neben der Größe und Beschreibung der Gebiete biogeographische und sozioökonomische Informationen sowie Empfehlungen für Schutzmaßnahmen.

### Übergang von Zuständigkeiten auf die Regionen
Die spanische Verfassung von 1978 ermöglichte das Entstehen weitgehend autonomer Regionen. In manchen dieser Autonomen Gemeinschaften wurden schon früh eigene Normen für den Naturschutz ausgearbeitet und Schutzgebiete ausgewiesen, in anderen gingen die Impulse zur Einrichtung von Naturschutzgebieten noch längere Zeit von den Behörden des Zentralstaats aus.
Auf Grundlage des Verfassungsartikels 149.1.23 wurde die Zuständigkeit für Fragen des Naturschutzes 1980 an Katalonien und das Baskenland, 1984 oder 1985 an die übrigen Autonomen Gemeinschaften übertragen. Ein Ausnahmefall war Navarra, das diese Kompetenz bereits 1974 erhalten, sie aber bis dahin nicht angewandt hatte. Katalonien, das Baskenland und Navarra hatten aufgrund ihres Autonomiestatuts die ausschließliche Befugnis zur Einrichtung neuer Schutzgebiete auf ihren Territorien erhalten. Die übrigen Autonomen Gemeinschaften hatten ihrem Statut zufolge nur das Recht, Naturparks (Parques Naturales) einzurichten.

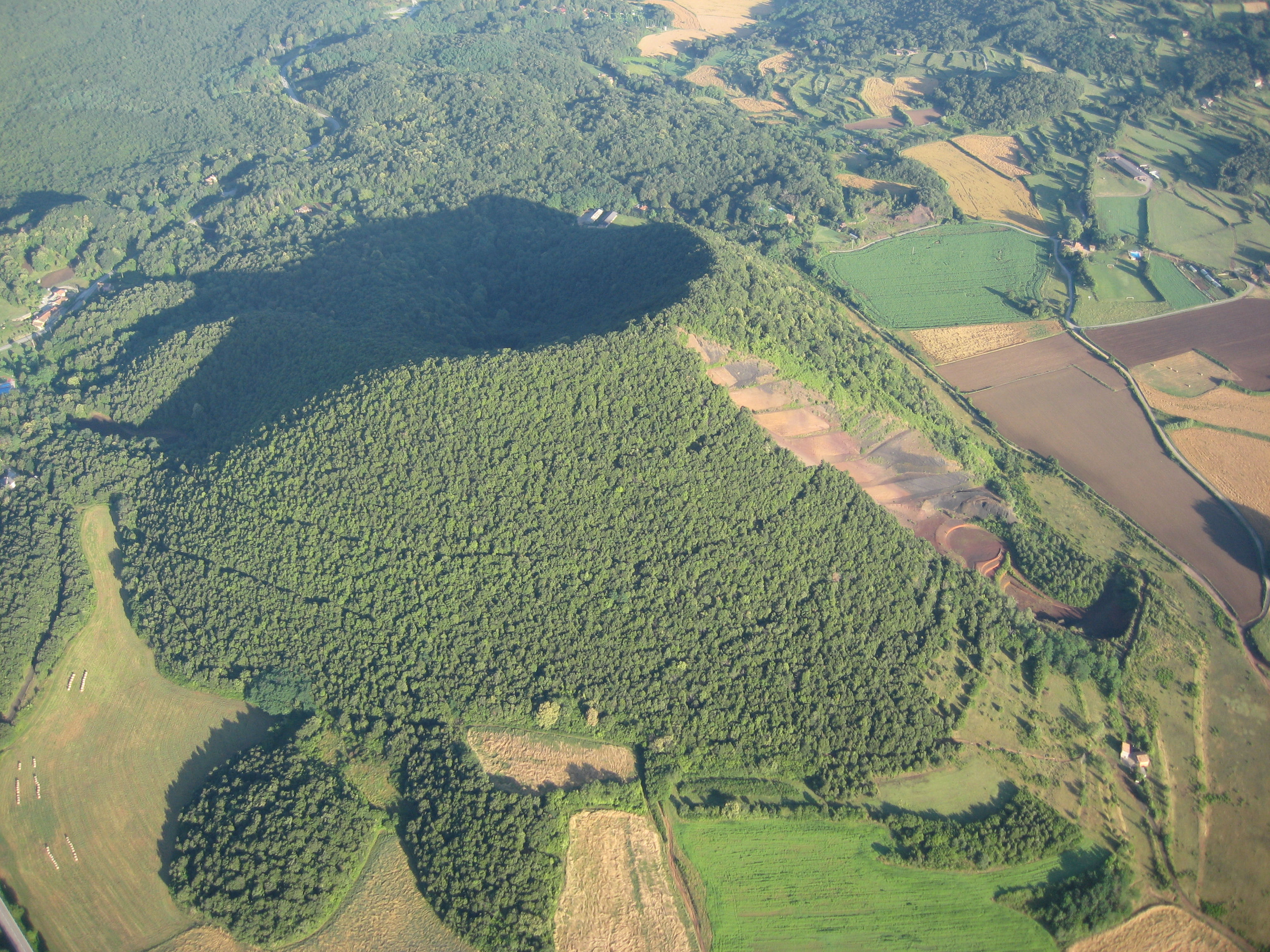
Volcà del Croscat im Garrotxa-Gebiet

Im März 1982 verabschiedete das katalanische Parlament das Gesetz über die Einrichtung der Paraje Natural de Interés Nacional La Garrotxa. Die spanische Regierung focht dieses Gesetz als verfassungswidrig an, ihre Klage wurde allerdings unter Verweis auf Artikel 149.3 und das katalanische Autonomiestatut abgewiesen. Nach dieser Bestätigung richtete die katalanische Regierung weitere Schutzgebiete ein, zunächst auf der Grundlage des staatlichen Naturschutzgesetzes von 1975, von 1985 an auf Basis eines eigenen katalanischen Naturschutzgesetzes.
Während sich die meisten Regionen an die Beschränkung hielten, nur Naturparks einrichten zu dürfen, setzten sich Andalusien und Madrid darüber hinweg. So richtete Andalusien zwischen 1984 und 1989 mehr als zwanzig Reservas Integrales, Parajes Naturales und Parques Naturales ein.

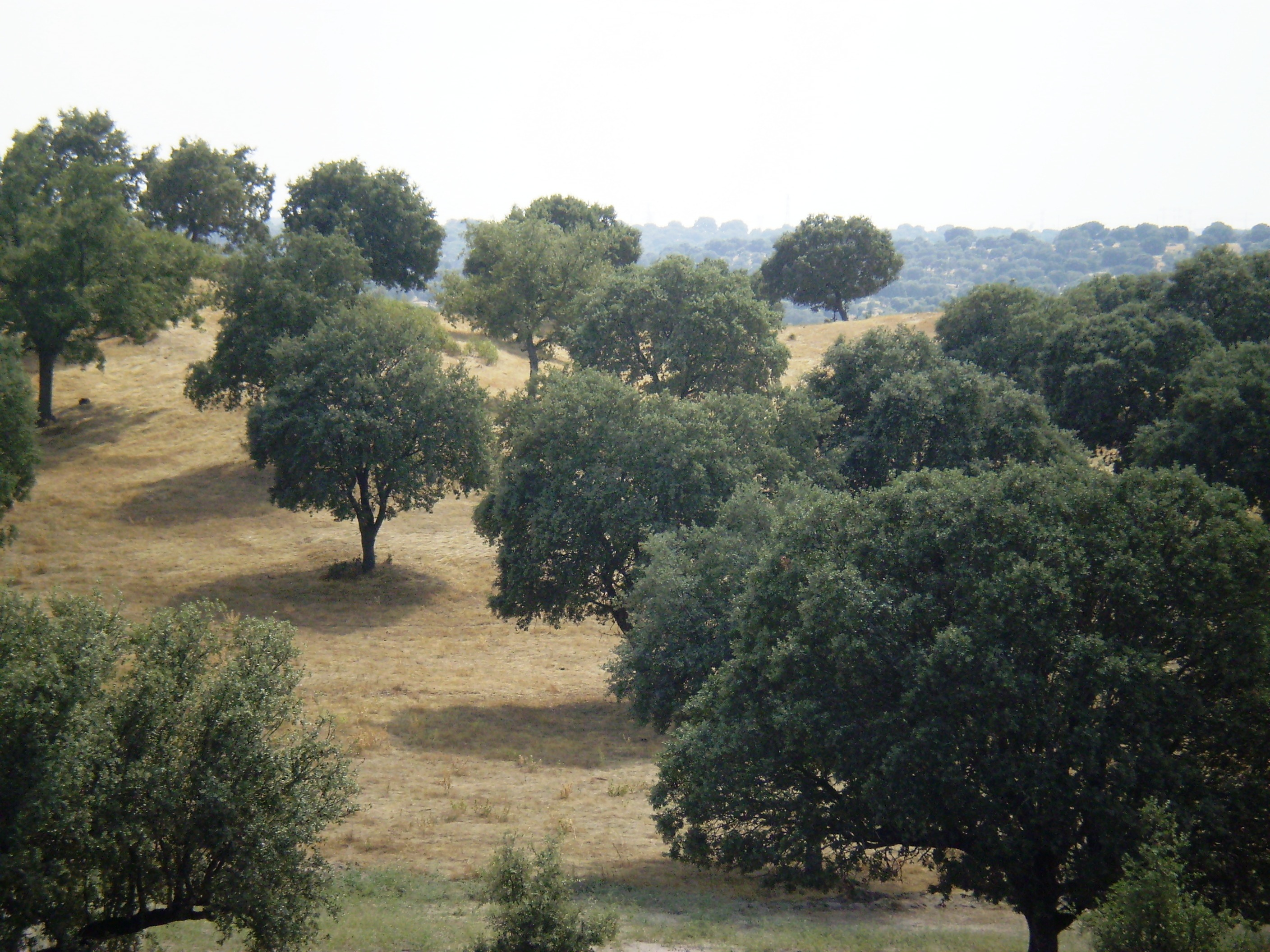
Dehesa mit Steineichen im Regionalpark Cuenca Alta del Manzanares

Die Comunidad de Madrid führte 1985 mit der Ausrufung des Regionalparks Cuenca Alta del Manzanares einen neuartigen Typus von Schutzgebiet ein. Die Einrichtung wurde als verfassungswidrig angefochten, aber 1989 durch ein Urteil bestätigt.
Auf den Balearen wurde am 14. März 1984 das erste regionale Naturschutzgesetz erlassen, obwohl ihnen die Zuständigkeit für Naturschutzbelange erst durch ein königliches Dekret vom 1. August 1984 zugewiesen wurde. Es sah nur eine Art von Schutzgebiet vor, die área natural de interés especial. Neben den Balearen erließen Katalonien 1985, Navarra und die Kanaren 1987 und die Comunidad Valenciana 1988 eigene Naturschutzgesetze. Aufgrund formaler und inhaltlicher Mängel blieben diese Gesetze meist nur wenige Jahre in Kraft, bevor sie durch neue Bestimmungen ersetzt wurden. Lediglich das katalanische Naturschutzgesetz bestand länger.

### Naturschutzgesetz von 1989
Nach Artikel 149.1.23 der spanischen Verfassung von 1980 liegt die Kompetenz zum Erlass von Rahmengesetzen bei Fragen des Umweltschutzes beim Staat. Das Gesetz 4/1989 vom 27. März 1989, de Conservación de los Espacios Naturales y de la Flora y Fauna Silvestres, versuchte die Zusammenarbeit zwischen dem Staat und den Regionen neu zu regeln. Es enthielt nicht nur Bestimmungen für Naturschutzgebiete, sondern darüber hinaus auch zur Biodiversität und der geregelten Nutzung natürlicher Ressourcen. Das Gesetz führte den Plan de Ordenación de los Recursos Naturales (PORN) als Standard-Planungsinstrument im Natur- und Ressourcenschutz ein.
Die vier Grundtypen der Schutzgebiete richteten sich weitgehend nach den Empfehlungen der IUCN aus dem Jahr 1975:
Parques

Als „Parks“ galten so unterschiedliche Schutzgebiete wie die National-, Natur- und Regionalparks. Für Parks musste ein Plan Rector de Uso y Gestión (PRUG), ein Leitplan für die Nutzung und Verwaltung, erstellt werden.
Reservas Naturales

Bei den Naturreservaten handelte es sich um eine Abwandlung der Reserva Integral des Naturschutzgesetzes von 1975.
Monumentos Naturales

Naturdenkmale waren im Naturschutzgesetz von 1975 nicht vorgesehen. Dieser Schutzgebietstyp hatte das Monumento Natural de Interés Nacional von 1927 als Vorbild.
Paisajes Protegidos

Landschaftsschutzgebiete gab es bis zu diesem Zeitpunkt in Spanien nicht. Dieser Schutzgebietstyp wurde in der Folgezeit nur selten verwendet, möglicherweise weil keine Kriterien zur Bewertung der Schutzwürdigkeit einer Landschaft definiert wurden.
Die Zusammenarbeit zwischen den Regionen und dem Staat regelte Abschnitt V des Gesetzes. Eine neu einzurichtende Comisión Nacional de Protección de la Naturaleza hatte beratende Aufgaben. Unter dem Vorsitz des Direktors des ICONA (später der Dirección General de Conservación de la Naturaleza y Organismo Autónomo de Parques Nacionales) war dort ein Vertreter aus jeder Autonomen Gemeinschaft vertreten.
Im Juni 1995 entschied das Verfassungsgericht auf Antrag der Autonomen Gemeinschaften, dass die im Naturschutzgesetz vorgesehene ausschließliche Zuständigkeit des Staates für die Nationalparks verfassungswidrig sei. Das Gesetz 41/1997 vom 5. November 1997 regelte die Bestimmungen des Naturschutzgesetzes über die Nationalparks neu. Sie sollten nun vom Staat und der Autonomen Gemeinschaft, auf deren Territorium sie sich befinden, gemeinsam verwaltet und finanziert werden.
Ein Plan Director de la Red de Parques Nacionales (Leitplan für das Netz der Nationalparks) sollte die Richtung vorgeben. Der Consejo de la Red de Parques Nacionales (Nationalpark-Rat) hat beratende Funktion, er soll die einheitliche und dauerhafte Fortführung der spanischen Nationalparks unterstützen. Er wird aus Vertretern des Staates und aller Autonomen Regionen mit Nationalparks auf ihrem Gebiet gebildet. Für die Verwaltung jedes einzelnen Nationalparks wurde eine Comisión Mixta de Gestión (Gemischte Verwaltungskommission) eingerichtet, paritätisch besetzt mit Vertretern der Zentralverwaltung und der betroffenen Autonomen Region.
Der Nationalpark Cabañeros wurde im November 1995 eingerichtet, also in einer Phase der Rechts-Unsicherheit nach der Entscheidung des Verfassungsgerichts und vor Erlass des neuen Gesetzes. Das Gesetz zur Einrichtung von Cabañeros nahm viele Bestimmungen des Ley 41/1997 vorweg, so wurde der Park von Beginn von Staat und Region gemeinsam verwaltet.
Die Definition des Begriffs Nationalpark wurde neu gefasst, gefordert wurde nun ein „hoher ökologischer und kultureller Wert“.

### Gesetz über Naturerbe und Biodiversität von 2007
Im Jahre 2007 wurde das Naturschutzgesetz durch ein Ley del Patrimonio Natural y de Biodiversidad ersetzt.
Darin wurde unter anderem dem Naturschutz Vorrang vor anderen Nutzungen eingeräumt und das Vorsorgeprinzip eingeführt.
Ein Consejo Nacional para el Patrimonio Natural y la Biodiversidad soll die Mitwirkung der Öffentlichkeit erleichtern. Das Umweltministerium soll unter Mitwirkung der Autonomen Gemeinschaften und von wissenschaftlichen Einrichtungen das Inventario del Patrimonio Natural y de la Biodiversidad erstellen. Im Plan Estratégico Nacional del Patrimonio Natural y de la Biodiversidad, der ebenfalls vom Umweltministerium auszuarbeiten ist, sollen die Ziele, Kriterien und Aktivitäten für den Schutz, die nachhaltige Nutzung oder die Wiederherstellung von Natur und Biodiversität festgelegt werden. Der Plan de Ordenación de los Recursos Naturales (PORN) wurde als Planungsinstrument beibehalten. Jetzt kann auch für corredores ecológicos (Naturräume von einzigartiger Bedeutung für Flora und Fauna) und Gebirge ein solcher Plan erstellt werden, selbst wenn es sich nicht um ein geschütztes Gebiet handelt. Der im Naturschutzgesetz von 1989 vorgesehene Rahmen von Schutzgebieten (Parques, Reservas Naturales, Monumentos Naturales und Paisajes Protegidos) wird beibehalten, neu hinzu kommen marine Schutzgebiete (Áreas Marinas Protegidos).

## Umsetzung internationaler Richtlinien

### Ramsar-Konvention
Spanien trat 1982 der Ramsar-Konvention zum Schutz der Feuchtgebiete bei. Damals wurden die Nationalparks Doñana und Tablas de Daimiel als erste in die Liste der Feuchtgebiete von internationaler Bedeutung aufgenommen.
Für die Umsetzung ist seit 1988 das Comité Español del Convenio Ramsar zuständig, in dem Vertreter der für die Verwaltung der Feuchtgebiete zuständigen zentralen und regionalen Behörden zusammenkommen. Das Komitee trifft die Auswahl der Flächen, überwacht die Einhaltung der Richtlinien der Konvention und koordiniert die Aktivitäten zum Schutz der Feuchtgebiete.
Von den 38 im Jahr 2001 vorhandenen Ramsar-Flächen standen nur zwei nicht unter Naturschutz, der Rest verteilte sich auf elf verschiedene Schutzgebietstypen. 29 der 38 Ramsar-Flächen waren gleichzeitig „Besonderes Schutzgebiet“ nach der EU-Vogelschutzrichtlinie. Ende September 2012 gab es 74 Ramsar-Schutzgebiete in Spanien, mit einer Fläche von insgesamt 303.211 Hektar.

### Mensch und Biosphäre
In das UNESCO-Programm „Mensch und Biosphäre“ wurden 1977 die beiden ersten spanischen Biosphärenreservate, Ordesa-Viñamala (Provinz Huesca) und Grazalema, aufgenommen, 1978 folgte Montseny. In den 1980er-Jahren entstanden sieben, in den 1990er-Jahren, trotz des rapiden Anstiegs der Zahl spanischer Naturschutzgebiete, nur fünf weitere Biosphärenreservate. Seit dem Jahr 2000 wurden 25 zusätzliche Biosphärenreservate eingerichtet, so dass ihre Anzahl im Mai 2009 bei 40 lag.
Auffallend viele Biosphärenreservate befinden sich in Andalusien, wo man schon früh Schutzgebiete einrichtete, die den Anforderungen des Programms „Mensch und Biosphäre“ entsprachen. Naturschutzgebiete in anderen Regionen Spaniens haben oft keine oder nur kleine Übergangszonen um die geschützten Kernbereiche.

### EU-Vogelschutzrichtlinie
Im Rahmen der EU-Vogelschutzrichtlinie wurden in Spanien zahlreiche „Besondere Schutzgebiete“ (spanisch Zona de Especial Protección para las Aves, kurz ZEPA) eingerichtet. Im Oktober 2001 gab es über ganz Spanien verteilt bereits 303 ZEPAS, die zusammengenommen 12,25 % des Staatsgebiets bedeckten. Sie befanden sich vor allem in den „Flächenstaaten“ unter den Autonomen Gemeinschaften, also Kastilien-León, Kastilien-La Mancha, Andalusien und Extremadura. Von den 303 ZEPAS reichten nur zwei über die Grenzen einer Region hinweg. Das kann als Indiz dafür gewertet werden, dass sie eher nach politischen als nach ökologischen Kriterien ausgewählt wurden. Im März 2008 gab es in Spanien 562 ZEPAS, die insgesamt 18,73 % des Staatsgebiets entsprachen.

### EU-Habitatrichtlinie
Die Fauna-Flora-Habitat-Richtlinie 92/43/EWG, auch Habitatrichtlinie (Directiva Hábitats) hat zum Ziel, ein europaweites Netzwerk von Naturschutzgebieten (Natura 2000, Red Natura 2000) einzurichten. In Spanien begann die Umsetzung mit dem Erlass der königlichen Dekrete 1.997/1995 und 1.193/1998. Daraufhin wurde 1995 eine Arbeitsgruppe aus Vertretern aller Autonomen Gemeinschaften und des Landwirtschaftsministeriums (später des Umweltministeriums) eingerichtet. Die staatlichen Behörden sollten die Koordination übernehmen, technische Unterstützung leisten und das Inventario Nacional de Hábitats erstellen, während die Regionen die Schutzgebiete auswählen, kartographieren und beschreiben. Weil Anfang der 1990er detaillierte Informationen über die Biodiversität in Spanien fehlten, begann man die Lebensräume von Tieren und Pflanzen zu im Inventario Nacional de Hábitats zu erfassen. Diese Aufgabe wurde mit Hilfe des Projekts Life-Naturaleza finanziert, daran waren 27 Universitäten, drei Forschungszentren und fast 300 Wissenschaftler beteiligt. Die Auswahl der Schutzgebiete war 2001 so gut wie abgeschlossen. Im Mai 2008 waren 1434 Flächen als Lugar de Importancia Comunitaria vorgeschlagen, die zusammen an Land 11.590.726,11 und im Meer 780.869,37 Hektar groß waren.
Im Januar 2019 hat die Europäische Kommission Spanien wegen Nichteinhaltung der Richtlinie 2000/60/EG (Wasserrahmenrichtlinie) beim Gerichtshof der Europäischen Union verklagt, da die Grundwasserkörper, welche die Feuchtgebiete von Doñana speisen, nicht genügend geschützt werden.

## Geschützte Meeresgebiete
Die Verfassung des Königreiches Spanien sieht für die Regelung der Fischerei auf dem Meer eine alleinige Zuständigkeit der Zentralregierung vor. Daraus ergibt sich das Recht, Fangquoten zu verhängen und Schutzgebiete für die Regeneration der Fischbestände einzurichten. Darüber hinaus ist sie generell für den Schutz des Ökosystems Meer sowie seiner Pflanzen- und Tierarten zuständig, was vom Verfassungsgericht in mehreren Urteilen bestätigt wurde. Diese Aufgaben werden vom Secretaría General de Pesca Marítima und dem Umweltministerium wahrgenommen. Im Jahre 1995 standen über 5 % der Landfläche Spaniens unter Schutz, aber nur etwa 1 % des etwa 100.000 km² großen Festlandsockels um Spanien und die zugehörigen Inseln. Davon entfiel ein Flächenanteil von 70 % auf die Reserva marina Isla Graciosa – Islotes Norte de Lanzarote.